# Assunta (Palma il Giovane)
L'Assunta è un dipinto di Palma il Giovane. Realizzato nel secondo decennio del seicento, è conservato nel Museo civico di Crema e del Cremasco.

## Storia
Il dipinto fu commissionato da Alessandro Cattaneo, ambasciatore a Venezia nel 1607 e Provveditore di Crema l'anno successivo. Nel 1599 aveva assunto il patronato nella cappella della Visitazione nella chiesa cremasca di sant'Agostino, intitolandola all'Assunzione e munendola alcuni anni dopo di una nuova pala d'altare. I suoi incarichi politici potrebbero essere il motivo della commissione a un pittore veneto. Soppressa la chiesa con l'editto di secolarizzazione del 1797, l'opera passò all'ospedale di Crema, per poi confluire nella raccolta del Museo civico, ospitato proprio nei chiostri dell'ex convento della chiesa di sant'Agostino.

## Descrizione

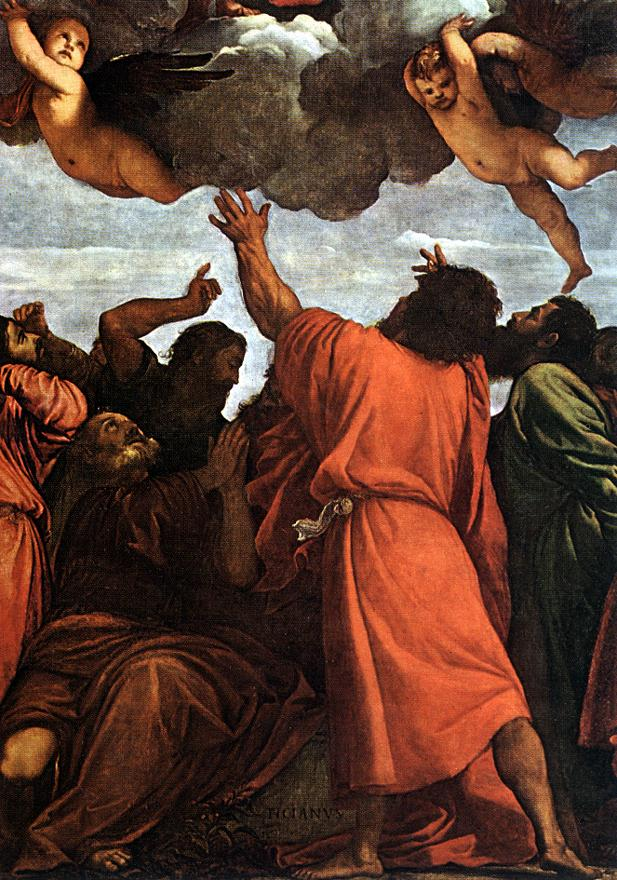
Particolare dell'Assunta tizianesca

L'opera richiama l'Assunta di Santa Maria dei Frari di Tiziano, per la struttura generale e per il braccio alzato dell'apostolo, a creare continuità fra il mondo terreno e quello celeste. La composizione è caratterizzata da un notevole addensamento di figure, da una certa piattezza di profondità e dalle fisionomie stereotipate, tutti elementi utilizzati nei diversi tentativi di datazione dell'opera.